# Steahailivka, Lîpova Dolîna
Steahailivka (în ucraineană Стягайлівка) este un sat în comuna Moskovske din raionul Lîpova Dolîna, regiunea Sumî, Ucraina.

## Demografie
Componența lingvistică a localității Steahailivka
     Ucraineană (98,17%)
     Rusă (1,83%)
Conform recensământului din 2001, majoritatea populației localității Steahailivka era vorbitoare de ucraineană (98,17%), existând în minoritate și vorbitori de rusă (1,83%).